# 1988년 폴란드 파업
1988년 폴란드 파업(영어: 1988 Polish strikes)은 1988년 폴란드에서 노동조합, 부두노동자, 광부 등 1만 3천여명의 노동자들이 1981년 폴란드 파업에 이어 가장 큰 파업을 일으켰다. 폴란드의 경제는 완전히 마비되고 말았다. 폴란드 정부는 이를 진압하려 했으나 실패하고 폴란드 노동자들은 3가지를 요구했다.
1. 노동시간 단축
2. 임금 인상
3. 민주주의

이 세 가지였다.

## 파업의 결과
이 파업은 폴란드에서 1981년 파업과 더불어 가장 큰 파업이었다. 이 파업의 주도자 자유노조(솔리다르노시치)는 이 3가지를 강력하게 요구했다. 결국 단 1가지인 첫 번째만 허용되자 폴란드 노동자들은 분노했고 또다시 파업을 일으켰다. 그러나 이 파업은 폴란드 경제 뿐만이 아니라 소련 경제에도 치명타를 입혔다. 소련의 외국인 노동자 중 거의 대부분이 폴란드 사람이였기 때문이다. 외국에 있는 폴란드 노동자까지 파업을 하니 소련은 치명타를 입을 수 밖에 없었다. 어쩔 수 없이 소련과 폴란드 정부는 어느 정도의 자유화를 허락했으나 폴란드 사람들은 공산주의의 붕괴를 원했고 1990년 폴란드의 새 정부가 들어서는 계기가 된다. 또한 공산주의의 붕괴와도 좋은 계기가 된다.